# Katholisches Filmwerk
Die Katholisches Filmwerk GmbH (kfw) mit Sitz in Frankfurt am Main ist eine zentrale Vertriebseinrichtung für audiovisuelle und didaktische Medien der katholischen Kirche. Gesellschafter ist die apg, die Allgemeine gemeinnützige Programmentwicklungsgesellschaft mbH. Für die apg zeichnen zu gleichen Teilen die Tellux-Film-Gruppe und die Deutsche Bischofskonferenz als Gesellschafter. Geschäftsführer ist seit 2024 Martin Ostermann als Nachfolger von Harald Hackenberg.

## Geschichte
Als Verein wurde das Katholische Filmwerk am 29. April 1953 gegründet. Hauptaufgaben unter der Ägide von Eugen Semle waren die Registrierung einer großen Zahl kirchlicher Spielstellen und die Sondierung vorhandener Schmalfilme bei verschiedenen Verleihern. Außerdem sorgte sich das Katholische Filmwerk seit der Gründung um die Organisation von Kopienkäufen samt zugehöriger Rechte, die Wartung der Kopien sowie die Erarbeitung von Begleitmaterialien, um so ein geeignetes Filmsortiment für die katholische Bildungs- und Gemeindearbeit auf 16-mm-Filmrollen in konfessionellen Medienzentren bereitzustellen. Seit sich der Einsatz von Filmen mit der Verbreitung der VHS-(Video Home System)-Kassette in den 1970er Jahren durchsetzte, verfestigten sich außerdem Kooperationen mit säkularen Medienzentren und Landesbildstellen. Digitale Medien auf DVD hielten ab den 1990er Jahren Einzug im Bildungsbereich, bevor sich die Medienträger mit Beginn des 21. Jahrhunderts erneut wandelten. Nun etablierte sich im Katholischen Filmwerk die Onlinedistribution von Filmen und didaktische Medien. Seither bietet das Katholische Filmwerk in wachsendem Maße Gebietslizenzen an, die es Kunden ermöglicht, den Einsatz der Medien selbst zu bestimmen oder didaktischen Medien in Online-Distributionsstrukturen zu integrieren.
Heute ist das Katholische Filmwerk im Lizenzvertrieb von Kurzfilmen im deutschsprachigen Europa tätig. Die unterrichtsbezogene Sichtung von Filmen steht dabei weiterhin im Vordergrund, um Lehrkräfte, Schulen, Pfarreien oder religionspädagogische Arbeitsstellen mit nicht gewerblichen Vorführrechten zu versorgen.

## Programm
Die Breite medienpädagogischer Ansätze und Einsatzgewohnheiten bedingt das Programm des Katholischen Filmwerks. Der Dokumentarfilm zu religiösen und gesellschaftlich relevanten Themen hat hier genauso seinen Platz wie der unterhaltsame Kurzfilm. Zur nichtgewerblichen Auswertung von Spielfilmen werden mit deutschen Lizenzgebern Rahmenverträge abgeschlossen. Dazu zählen die Constantin Film AG, die Senator Entertainment AG und die Pandora Film GmbH & Co. Verleih KG.
Ergänzend erstellt die Gesellschaft didaktische Materialien zur Förderung der Medienkompetenz der Zuschauer. Die Arbeitshilfen und Arbeitsblätter sowie zusätzliches Bild- und Tonmaterial werden in Zusammenarbeit mit Lehrern, Dozenten und Medienpädagogen aller Schultypen oder in Kooperation mit Partnern wie z. B. der Matthias-Film gGmbH und dem Institut für Film und Bild in Wissenschaft und Unterricht (kurz: FWU) produziert.

## Kunden
Neben katholischen und evangelischen Medienzentralen  und religionspädagogischen Ämtern/Instituten versorgt das Katholische Filmwerk Kreis- und Stadtmedienzentren, Landesmedienzentren und Landesbildungsserver im deutschsprachigen Europa (Deutschland, Schweiz, Österreich, Luxemburg, Liechtenstein, Südtirol) mit Film- und Arbeitsmaterial. Darüber hinaus nutzen Lehrer, Schulen, Pfarreien, Akademien und Bildungshäuser die Möglichkeit des Direktkaufes von Medien.